# William Dutoit
William Dutoit (Roncq, 18 settembre 1988) è un calciatore francese, portiere svincolato.

## Carriera
Ha esordito il 18 agosto 2010 con la maglia del Seraing in occasione del match pareggiato 1-1 contro lo Standaard Wetteren.
Il 7 novembre 2015 con la maglia del Sint-Truiden ha segnato al 93' la rete del definitivo 1-1 nel match contro il Lokeren.

## Statistiche

### Presenze e reti nei club
Statistiche aggiornate al 6 gennaio 2017.
| Stagione            | Squadra             | Campionato          | Campionato | Campionato | Coppe nazionali | Coppe nazionali | Coppe nazionali | Coppe continentali | Coppe continentali | Coppe continentali | Altre coppe | Altre coppe | Altre coppe | Totale | Totale | Totale |
| Stagione            | Squadra             | Comp                | Pres       | Reti       | Comp            | Pres            | Reti            | Comp               | Pres               | Reti               | Comp        | Pres        | Reti        | Pres   | Reti   |        |
| ------------------- | ------------------- | ------------------- | ---------- | ---------- | --------------- | --------------- | --------------- | ------------------ | ------------------ | ------------------ | ----------- | ----------- | ----------- | ------ | ------ | ------ |
| 2010-2011           | Seraing             | D2                  | 3          | -7         | CB              | 0               | 0               |                    | -                  | -                  |             | -           | -           | 3      | -7     |        |
| 2011-2012           | Seraing             | D2                  | 31         | -46        | CB              | 0               | 0               |                    | -                  | -                  |             | -           | -           | 31     | -46    |        |
| 2012-2013           | Seraing             | D2                  | 23         | -23        | CB              | 1               | -2              |                    | -                  | -                  |             | -           | -           | 24     | -25    |        |
| 2013-2014           | Seraing             | D2                  | 16         | -23        | CB              | 0               | 0               |                    | -                  | -                  |             | -           | -           | 16     | -23    |        |
| Totale Seraing      | Totale Seraing      | Totale Seraing      | 73         | -99        |                 | 1               | -2              |                    | -                  | -                  |             | -           | -           | 74     | -101   |        |
| 2014-2015           | Sint-Truiden        | D2                  | 27         | -20        | CB              | 2               | -4              |                    | -                  | -                  |             | -           | -           | 29     | -24    |        |
| 2015-2016           | Sint-Truiden        | D1                  | 32         | -46;1      | CB              | 0               | 0               |                    | -                  | -                  |             | -           | -           | 32     | -46;1  |        |
| 2016-gen. 2017      | Sint-Truiden        | D1                  | 14         | -24        | CB              | 1               | -2              |                    | -                  | -                  |             | -           | -           | 15     | -26    |        |
| Totale Sint-Truiden | Totale Sint-Truiden | Totale Sint-Truiden | 73         | -90;1      |                 | 3               | -6              |                    | -                  | -                  |             | -           | -           | 76     | -96;1  |        |
| gen.-giu. 2017      | Ostenda             | D1                  | 14         | -21        | CB              | 3               | -4              |                    | -                  | -                  |             | -           | -           | 17     | -25    |        |
| 2017-2018           | Ostenda             | D1                  | 17         | -16        | CB              | 1               | -1              | UEL                | 0                  | 0                  |             | -           | -           | 18     | -17    |        |
| Totale carriera     | Totale carriera     | Totale carriera     | 177        | -226       |                 | 8               | -13             |                    | 0                  | 0                  |             | -           | -           | 185    | -239   |        |

## Palmarès

### Club
- Tweede klasse: 1

Sint-Truiden: 2014-2015